# Jan Flinterman
Jan Flinterman (La Haia, 2 d'octubre de 1919 - Leiden, 26 de desembre de 1992) va ser un pilot de curses automobilístiques neerlandès que va arribar a disputar curses de Fórmula 1.

## A la F1
Va debutar a la tercera temporada de la història del campionat del món de la Fórmula 1, la corresponent a l'any 1952, disputant el 17 d'agost el GP dels Països Baixos, que era la setena i penúltima prova del campionat.
Jan Flinterman va arribar a participar en una única cursa puntuable pel campionat de Fórmula 1, sent el primer pilot neerlandès que prenia part a una cursa de la F1.

## Resultats a la Fórmula 1
| Any  | Equip          | Xassís   | Motor    | 1   | 2   | 3   | 4   | 5   | 6   | 7        | 8   | Posició | Punts |
| ---- | -------------- | -------- | -------- | --- | --- | --- | --- | --- | --- | -------- | --- | ------- | ----- |
| 1952 | Jan Flinterman | Maserati | Maserati | SUI | 500 | BEL | FRA | GBR | ALE | HOL Ret* | ITA | -       | 0     |

(*) També va compartir cotxe amb Chico Landi amb el que va acabar en 9a posició.

### Resum
| Curses: | Victòries: | Pòdiums: | Poles: | Voltes ràpides: | Punts: |
| ------- | ---------- | -------- | ------ | --------------- | ------ |
| 1       | 0          | 0        | 0      | 0               | 0      |